# 種まく子供たち 小児ガンを体験した七人の物語
『種まく子供たち 小児ガンを体験した七人の物語』（たねまくこどもたち しょうにガンをたいけんしたしちにんのものがたり）は、日本のノンフィクション書籍。編者は和歌山県橋本市の作家・佐藤律子であり、2001年（平成13年）4月にポプラ社から出版された。小児がんを体験した子供たちをテーマとした闘病記であり、がんを克服して元気になった3人と、がんで死去した4人、計7人の本人および家族たちから寄せられた体験をもとに構成されている。そのうちの1人の手記は、日本テレビ放送網の『24時間テレビ 「愛は地球を救う」』内のテレビドラマ『最後の夏休み』として2001年8月18日に放映された。

## 概要
佐藤は1997年（平成9年）9月、当時16歳の次男を小児がんで失った。この次男は死去までに闘病記を記録しており、これが彼の没後、母の佐藤により手製の冊子としてまとめられ、大きな反響を呼んだ。このことで佐藤は、闘病生活を送るほかの子供や家族の応援のために、本書の出版を企画した。それまでほかに出版されていた闘病記には、成人のがんの体験記が多い一方、小児がんの体験記が少なかったことも出版理由の一つだった。
企画当初は仲間も見つからず、出版社も7社に断られ、出版は難航した。子供を失った親たちに協力を依頼したものの、親たちから「辛い」との理由などで断られることが多かった。しかし佐藤の長女の全面的な協力により、同じ病気で闘病している子供たちを精神的に支えることを目指したウェブサイト「種まく子供たち」が立ち上げられた。それに加えて学会の会場で協力依頼のちらしを配るなどの活動の末、7人分の体験記が集まり、企画から約3年半を経て出版に至った。題名は、闘病している子供たちが世の中に多くの「種」を蒔き続けていると考え、「元気の種」「勇気の種」「思いやりの種」といった種がいつか芽ばえ、人々の心の中で育つことを願って名づけられた。小学生や子供への配慮として、漢字にはふりがながつけられている。
本書に登場する子供たち7人のうち3人はそれぞれ病気を克服しているが、4人は故人である。その1人はテレビドラマ『命燃えて』の原案である闘病記『ではまた明日』(ISBN 978-4-7942-0594-0)の著者・西田英史（神経膠腫により18歳で死去）、1人は闘病記『私の運命』(ISBN 978-4-88293-192-8)を著した加藤祐子（急性骨髄性白血病により19歳で死去）、1人は佐藤自身の次男である。佐藤は次男の死の翌年から本書のために手記を書き始めたものの、まだ死から日の浅いうちに次男の録画を何度も確認しながら執筆するという、重い作業になったという。
鳥取県鳥取市の鳥取県立図書館では、医療従事者30人が集う「健康情報棚プロジェクト」のもと、「病とどう向き合って生きるかという『生き方情報』」を提供するための図書のうちの1冊として紹介されている。2001年10月には、テレビドラマ『3年B組金八先生』第6シリーズで、主人公の坂本金八が重病の息子を励ますための書籍として登場したことで、本書は全国的な話題となった。2002年（平成14年）には、骨髄バンクのドナー登録の奨励のために上演されたミュージカル『サンキュー・命をありがとう』において、本書に登場する子供たちが劇中の役として登場し、本書から抜粋した日記や家族の手記を紹介し、小児がんなどの病気への理解や命の大切さを訴えた。
2003年（平成15年）までに、35万部の売上を記録した。読者は大人だけでなく、中学生なども多い。当時のポプラ社の社長である坂井宏先によれば、一般書である本書がヒットすることによって、それまで児童書の老舗とのイメージの強かった同社のイメージを一新するきっかけの一つにもなったという。
2006年（平成18年）には角川書店より文庫版（角川文庫）が出版された。病気を克服した子供たち3人のうち、2人は実体験をいかして福祉の道へと進んだこと、1人は小学生にも満たない若年だったために病名を告げられていなかったが、成長後に病名を告げられ、現実を受け入れて再発などの問題の付きまとう人生を生き始めていることなどが報告されている。なお、文庫版ではタイトルの「子供」の「供」が平仮名の「ども」に変更されている。

## 評価
女優の東ちづるは、朝日新聞紙上でクリスマスプレゼントとしての書籍を選定する企画において本書を挙げ、著作家としての立場から「障害や病気をもった人たちを社会的弱者といいますよね。私はそういう考え方はおかしいと思っているんです。数が少なくても弱くはないと、子どものころから知ってほしくて」「生と死、愛や家族の大切さが、子どもが発する言葉で伝わると思う」と評価した。歌手の平原綾香は、2004年（平成16年）開催のチャリティーコンサート「生きる2004〜小児がんなど病気と闘う子供たちとともに〜森山良子 with FRIENDS」において本書に触れ、「いまを一生懸命生きる子供たちから勇気や元気の種をいただきました。私も歌で元気の種をまいていきたい」と感想を述べた。

## テレビドラマ『最後の夏休み』
『最後の夏休み』（さいごのなつやすみ）は、日本テレビ放送網の『24時間テレビ 「愛は地球を救う」』内で2001年8月18日（土曜日）21:15 - 23:00に放映された単発ドラマ。『種まく子供たち』を原作としており、同書に寄せられたエピソードのうちの一つ、前述の加藤祐子の手記をもとにした作品である。
主演の安倍なつみは、同2001年の日本テレビのドラマ『向井荒太の動物日記 〜愛犬ロシナンテの災難〜』に初めてレギュラー出演した際の演技を評価されての起用であり、モーニング娘。のメンバー（当時）がドラマ初主演として報じられた。同グループのメンバーとして保田圭と石川梨華も、主人公の同級生役として出演した。視聴率は24.7パーセントを記録した。
24時間テレビのドラマ放映翌日には、和歌山県岩出町（後の岩出市）の書店・アラオ岩出店で『種まく子供たち』が販売され、その収益が24時間テレビへ寄託された。佐藤も同書店で紙芝居の披露などで、難病の子供たちへの援助を呼び掛けた。さらに、このドラマ以来、佐藤のもとには十代の読者からの手紙が増えたという。

### あらすじ
高校3年生の祐子（演：安倍なつみ）は、友人の桂（演：保田圭）や理衣子（演：石川梨華）らとともに学生生活を満喫している。しかしある日、5年前に完治していたはずの白血病が再発。骨髄移植のためのドナー捜しが始まるものの、容態は次第に悪化する。闘病の最中、祐子は母の美津子（演：大竹しのぶ）から夏休みをプレゼントされ、以前より好意を抱いていた大学生の柊平（演：中村俊介）とともに海へ出かける。